# Warrenville
Warrenville é uma cidade localizada no estado americano de Illinois, no Condado de DuPage.

## Demografia
Segundo o censo americano de 2000, a sua população era de 13.363 habitantes.
Em 2006, foi estimada uma população de 13.193, um decréscimo de 170 (-1.3%).

## Geografia
De acordo com o United States Census Bureau tem uma área de
14,5 km², dos quais 14,2 km² cobertos por terra e 0,3 km² cobertos por água.

## Localidades na vizinhança
O diagrama seguinte representa as localidades num raio de 12 km ao redor de Warrenville.